# Querfurt
Querfurt este un oraș în districtul Saalekreis în sudul landului Saxonia-Anhalt, Germania, situat la vest de Haale, într-o regiune fertilă pe râul Quern, circa 20 km vest de Merseburg. Are o populație de 12.935 (2005).

## Personalități născute aici
- Jacob Christian Schäffer (1718 - 1790), teolog luteran.

1. ↑  Alle politisch selbständigen Gemeinden mit ausgewählten Merkmalen am 31.12.2018 (4. Quartal) (în germană), Statistisches Bundesamt[*], arhivat din original la 10 martie 2019, accesat în 10 martie 2019